# Trou de loup

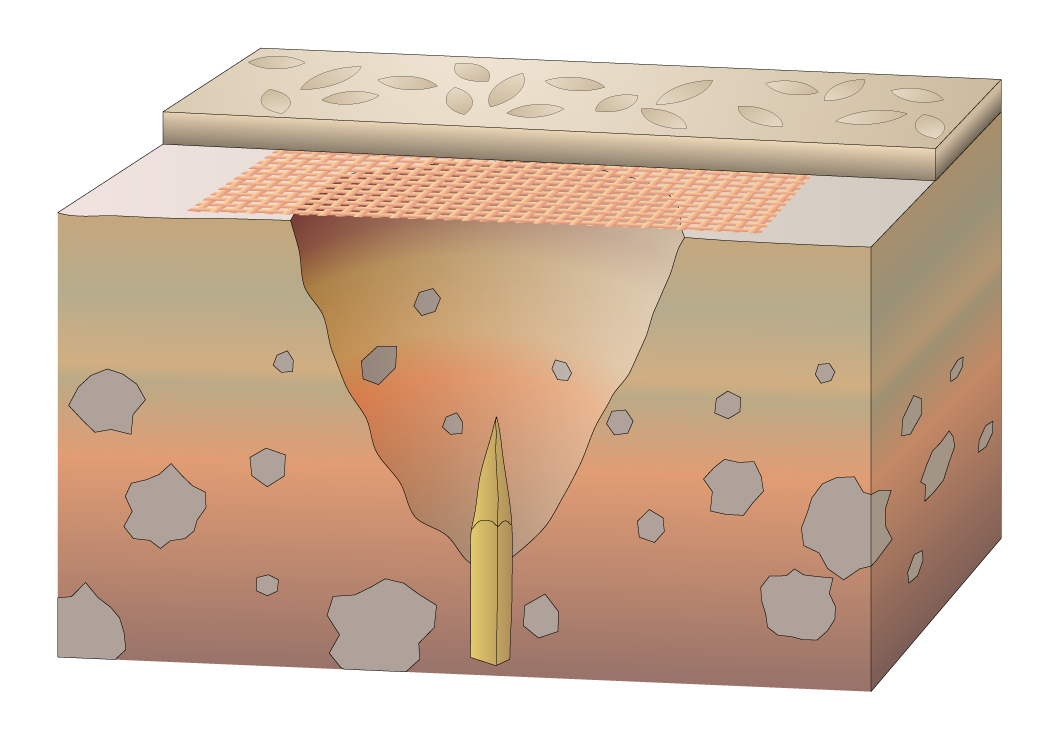
Diagramme expliquant le fonctionnement d'un trou de loup.

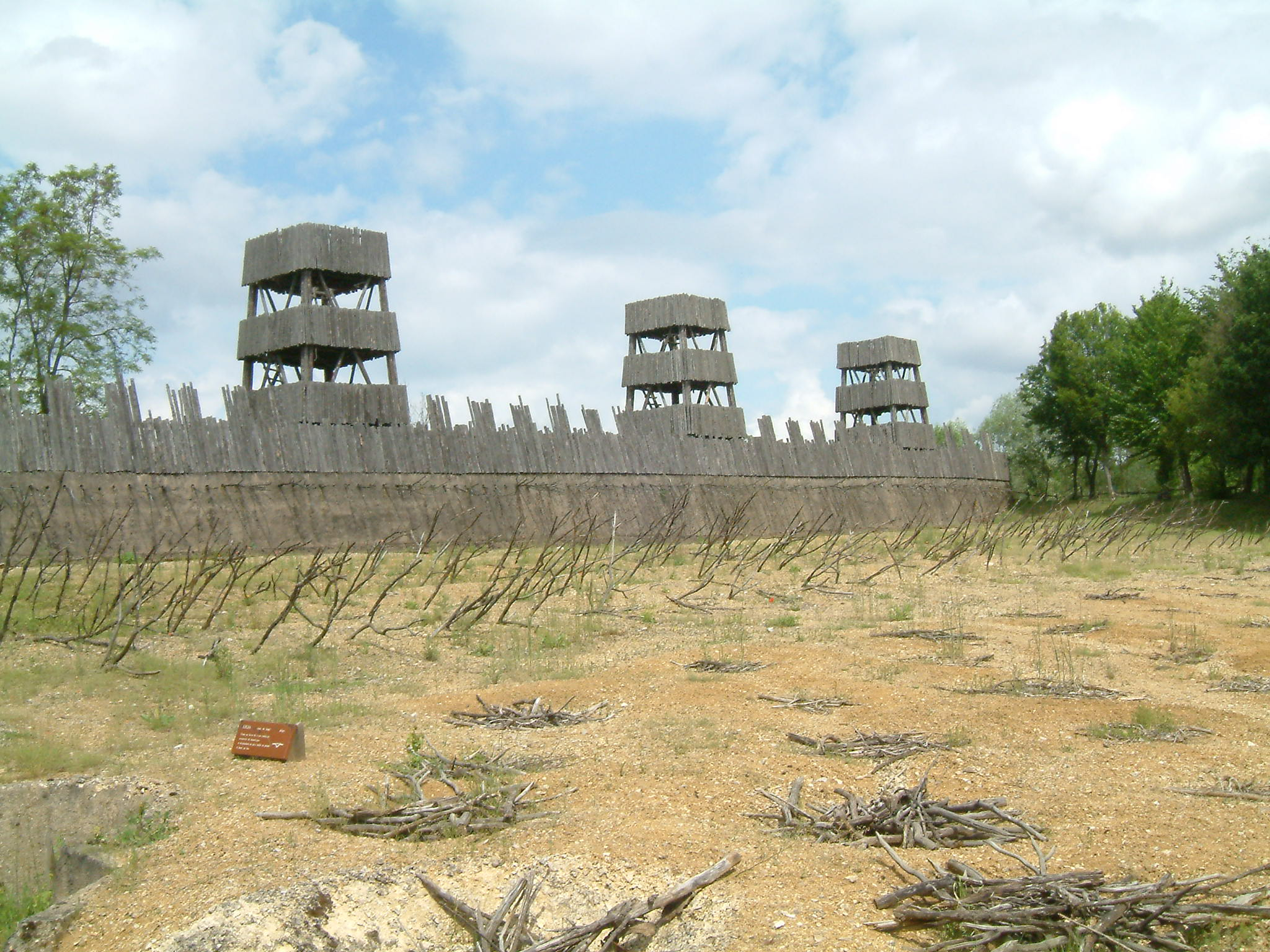
Réplique des fortifications utilisées lors du siège d'Alésia (Archéodrome de Beaune, Merceuil, Bourgogne). Les lignes de retranchement sont constituées de fossés bordés d'un talus et d'une palissade, précédés par ailleurs de pièges divers (abattis artificiels, rangs de trous de loups, chacun équipé d'un pieu dont la pointe est durcie au feu, et couvert de branchages.

Dans l'architecture militaire au Moyen Âge, un trou de loup est un obstacle défensif creusé dans le sol et fonctionnant comme un piège. Chaque trou de loup consiste en une fosse évasée (conique ou pyramidale) d'environ deux mètres de profondeur et deux mètres de largeur à la surface. Au fond du trou a été enfoncé un pieu. La fosse peut être dissimulée par un treillis végétal et une couche de terre.
Les trous de loup peuvent être trouvés seuls comme piège (dans ce cas ils sont toujours cachés), ou en réseau dense sans espace entre les trous, utilisés alors comme obstacles devant un ensemble défensif. Un champ de trous de loup peut être plus efficace s'il est inondé par une faible profondeur d'eau, ce qui cache les trous, rend les parois glissantes et ajoute un risque de noyade.
Parfois, le pieu est recouvert d'un mélange de viande pourrie, d’excréments et autres agents infectieux pour causer de sérieuses infections et souvent la mort lorsqu'ils pénètrent le sang lorsque le pieu entre dans le pied.

## Histoire

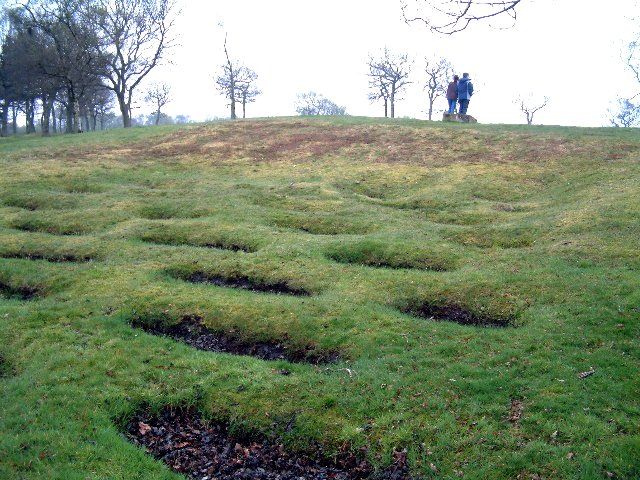
Trous de loup en Écosse.

Même si le terme a une origine médiévale, ce type de dispositif est décrit par Jules César dans son septième livre des Commentaires sur la Guerre des Gaules ; il emploie ce dispositif lors du siège d'Alésia. César les appelle lys pour leur ressemblance avec la fleur du même nom. Des utilisations ultérieures romaines ont lieu dans les forteresses le long du Mur d'Antonin en Grande-Bretagne.
Ce piège est notamment utilisé lors de la guerre de tranchées durant la Première Guerre mondiale. Lors de la guerre du Viêt Nam, alors que les mines antipersonnel font de 11 à 15 % des blessés, le trou de loup est responsable de 2 % des blessés, le G.I. équipant ses Rangers d'une plaque d'acier de protection dans la semelle afin de minimiser la blessure due au pieu Punji,.

## Source
- (en) Cet article est partiellement ou en totalité issu de l’article de Wikipédia en anglais intitulé « Trou de loup » (voir la liste des auteurs).